# 伊藤義教
伊藤 義教（いとう ぎきょう、1909年2月23日 - 1996年10月23日）は日本のイラン学者。京都大学名誉教授。

## 経歴
出生から修学期
1909年、山口県大津郡三隅町で生まれた。旧制福井中学校、旧制姫路高等学校を経て、京都帝国大学文学部に進むと、梵語梵文学を専攻し榊保三郎、足利惇氏に師事。1935年に卒業した。
オリエント学研究者として
1940年、京都帝国大学大学文学部副手に採用された。翌1941年に同講師昇格。1947年からは新制大学発足に伴い、京都大学文学部講師。1953年、学位論文『マーヌシュチフル書翰集の解読』を京都大学に提出して文学博士号を取得。1968年、文学部教授に昇格。1972年に京都大学を定年退官し、1974年名誉教授となった。
退官後は、1977年に京都産業大学外国語学部教授となり、1980年に定年退職。在任中には、大阪外国語大学、東海大学でも教壇に立った。学界では、1974年より日本オリエント学会名誉会員。
宗門においては、山口県三隅町（現：長門市）の浄土真宗本願寺派明恩寺第17世住職でもあった。
1996年に京都で死去。

## 研究内容・業績
専門はオリエント学。主要著・訳書に『古代ペルシア』、『ゾロアスター研究』。
アヴェスター語とパフラヴィー語を同等に重要視して扱い、日本のゾロアスター教学に大きな足跡を残した。一方で、教学の主流とは断絶した考えを持ち、学会では評価されなかった。青木健は「伊藤氏の学問的なバランス感覚にはかなり問題があったのではないかと判断する」と評しつつも、「文献翻訳に徹した論文は名作」と評価した。
NHK特集『天平の秘宝－正倉院宝物を探る』に出演して解説をしている姿が残っている。

## 著書
単著
- 『古代ペルシア：碑文と文学』岩波書店 1974[11][12]
- 『ペルシア文化渡来考』岩波書店 1980[13][9][7][10][8]
  - 文庫化 ちくま学芸文庫 2001[14][15]
- 『ゾロアスター研究』岩波書店 1979[16]
- 『ゾロアスター教論集』平河出版社 2001[17]

共著
- 『古代オリエント文明 世界の歴史 2』筑摩書房編集部編、筑摩書房 1960[18]

執筆「イラン人の悲劇：文字と表記法の場合」
「イラン語表記の第一段階」〜「イラン語表記の第四段階」
- 『古代日本人の信仰と祭祀』松前健・白川静ほか著、大和書房 1997[19][20]

執筆「ゾロアスター教の渡来：天武天皇挽歌2首を解読して」
共編著
- 『砲響』編、大津郡[21]

執筆「16 後記」288頁
- 『松本清張全集 50　火の路』文藝春秋 1983[23]。単行初刊は文藝春秋 1975
- 『足利惇氏著作集 1 イラン学』井本英一共編、伊藤解説、東海大学出版会 1988[24]
- 『西洋古典論集』西洋古典学会編、創元社 1949

執筆「祆教における善悪行の記帳について」255-頁.
訳書
- 『Une Apologetique Mazdeenne du lxe Siecle Skand-Gumanik Vicar-La Solution decisive des Doutes』(アジア・アフリカ文献調査報告 7) アジア・アフリカ文献調査委員会 1964[26]

(『20世紀ゾロアスター教擁護論：スカンド・グマニク・ヴィカール：疑いの決定的解決』）
- 『Walther Hintz著「Zarathustra」』(アジア・アフリカ文献調査報告 26) アジア・アフリカ文献調査委員会 1964[28]
- 『ヴェーダ／アヴェスター　世界古典文学全集 3』筑摩書房 1967[29]、再刊 1981年[30]、2005年ほか

「アヴェスター」325-頁.
- 改題改訂版『原典訳 アヴェスター』ちくま学芸文庫 2012 - 前田耕作解説

- 『伊藤義教氏転写・翻訳「デーンカルド」』[32]3-1、青木健編、東京大学東洋文化研究所附属東洋学研究情報センター(東洋学研究情報センター叢刊 8) 2007[33][34]
- 『伊藤義教氏転写・翻訳「デーンカルド」』3-2、青木健編、東京大学東洋文化研究所附属東洋学研究情報センター(東洋学研究情報センター叢刊 11) 2009[35]

雑誌論文
- 『マーヌシュチフル書翰集の解読』京都大学 1953
- 伊藤1956「アルタクシェール行伝の宗教史的一背景」『京都大学文学部研究紀要』4、京都大学大学院文学研究科, 17-38頁.
- 伊藤1965「アヴェスター州郡誌について」『インド学試論集』6/7号、京都大学印度仏教学会, 5-頁.[36]
- 『東アジアの古代文化』古代学研究所編、大和書房

第25号（1980年）から第81号（1994年）まで11本寄稿
- 朝日新聞社（編）「「ペルシア文化渡来考」への書評〔朝日ジャーナル5月2日号所載〕に答えて：榎一雄博士へ」『朝日ジャーナル』第22巻22 (通号1111 1980-05-30)、1980年5月、80-81 (コマ番号0041.jp2)、doi:10.11501/1725890。
- 朝日新聞社（編）「再説「ゾロアスター教徒の来日」」『朝日ジャーナル』第22巻第37号 (通号1126 1980-09-19)、1980年9月、84- (コマ番号0043.jp2-)。
- 伊藤義教、松木明知「欽明朝に来日したイラン系の医師王有㥄陀について」『日本医史学雑誌』第28巻2 (通号1426)、日本医史学会、1982年4月。

### 書簡
ライプツィヒ大学図書館ヨハネス・ヘルテル文庫
- ヤン・リプカ[38]発ヨハネス・ヘルテル宛1937年10月29日付、葉書1葉。伊藤宛に『Die awestischen Jahreszeitenfeste』を送ってほしいと依頼。
- 伊藤発ヘルテル宛、1937年12月30日付、2葉。「Die awestischen Jahreszeitenfeste」を貸してほしい。
- 同上、1938年5月2日付、1葉。著作を受け取った礼状。
- 同上、1938年5月11日付、2葉。『Das indogermanische Neujahrsopfer im Veda』（ヴェーダの新年の生贄）を受け取った礼状。
- ヤン・リプカ発ヨハネス・ヘルテル宛1938年10月30日付。葉書1葉。「宛名を調べてもらった礼。 レズニー（Lesny）がヘルテルの作品を読む件。 伊藤宛に本を発送してほしい。」